# Get Even
Get Even (Sed de revancha en español) es una serie de suspenso de televisión web británica que se estrenó el 14 de febrero de 2020 en la BBC iPlayer y que integra el catálogo internacional de la plataforma de streaming Netflix desde el 31 de julio de 2020. Se encuentra basada en la novela homónima de literatura juvenil de Gretchen McNeil, adaptada por Holly Phillips, y producida por Chapman Maddox, Lucy Martin y Bob Higgins. Fue coproducida por las compañías Boat Rocker Studios, BBC Children’s In-House y Netlfix, y distribuida por la BBC y Netflix. La primera temporada de la serie consta de 10 episodios de 30 minutos aproximadamente cada uno. Las actrices protagónicas son Kitty Wei, Bree Deringer, Margot Rivers y Olivia Hayes.
La serie se centra en cuatro compañeras de un colegio privado de élite que forman el grupo secreto llamado DGM (Don't Get Mad) para exponer a los acosadores y prepotentes de su escuela hasta que son inculpadas de una muerte.

## Historia
Se trata de una sociedad secreta compuesta por un grupo de cuatro compañeras dentro de una escuela secundaria privada de élite, Bannerman Independent School, que luchan por hacer justicia ante cualquier acosador del instituto bajo las siglas DGM (Don't get mad; no te enojes). Sin embargo, cuando uno de sus objetivos es asesinado por un atacante desconocido y sostiene una nota que dice "DGM" en su mano, las chicas se dan cuenta de que alguien está tratando de inculparlas por su asesinato.
«Al mismo tiempo, las chicas se enfrentan a muchos de los desafíos que enfrentan los adolescentes, desde el amor y los exámenes hasta las crisis de identidad, y deben explorar las relaciones, la confianza y la verdadera amistad, pero el peligro nunca está lejos.»

## Producción
La historia transcurre en una escuela secundaria privada, para la filmación se usaron las instalaciones de la Bolton School, y diferentes decorados exteriores de las localidades británicas de Bolton y Le Mans Crescent.

## Elenco

### Principales
- Kim Adis como Kitty Wei, una chica que se siente presionada a superarse debido a las altas expectativas de sus padres.[2][5]

- Mia McKenna-Bruce como Bree Deringer, una chica con un padre rico que a menudo se mete en problemas en la escuela.[2][5]

- Bethany Antonia como Margot Rivers, una chica que juega a videojuegos en su tiempo libre y tiene pocos amigos en la escuela.[2][5][13]

- Jessica Alexander como Olivia Hayes, una chica que es percibida como la típica chica popular.[2][5]

- Emily Carey como Mika Cavanaugh, una chica cuyas fotos privadas son robadas y puestas en línea sin su consentimiento.
- Joe Flynn como Ronny Kent, un chico que se llama a sí mismo y que roba y publica fotos privadas de Mika en línea. Es asesinado al ser empujado por la ventana de su dormitorio.

- Kit Clarke como Logan, actor principal del club de teatro, que está interesado en Margot.

- Jake Dunn como Christopher Beeman, el director de teatro y mejor amigo de Logan.

- Joe Ashman como Rex Cavanaugh, amigo de la infancia de Bree y hermano de Mika.

- Ayumi Spyrides como Camilla, estudiante y capitana del equipo de fútbol. Tenía una relación ilegal y abusiva con el entrenador Creed, que fue expuesta por el grupo DGM.

- Priya Blackburn como Meera, la hermana menor de Kitty.

- Joelle Bromidge como Jemima, una amiga de Olivia.

- Razan Nassar como Amber, una chica irrespetuosa del club de teatro.

- Isaac Rouse como John, amigo de Bree y su confidente más cercano.

### Secundarios
- Jack Derges como el entrenador Richard Creed, un profesor de educación física que tiene una relación ilegal y abusiva con Camilla. Es un personaje extremadamente desagradable, al que no le importa a quién hace daño.

- Elaine Tan como la entrenadora Evans, una profesora de educación física que entrena al equipo de fútbol femenino. Es bastante arbitraria en sus castigos.

- Shannon Murray como la Sra. Baggott, una maestra de la escuela, y la madre de John.

- Chris J. Gordon como Donte, el novio de Olivia.

- Charlie Anson como Harrington, director de la escuela Bannerman.

- Dylan Brady como Ed, un estudiante de la escuela.

- Danny Griffin como Shane, un chico interesado en Bree.

- Gerard Fletcher como el detective Bartlett, uno de los detectives que investigan la muerte de Ronny.

- Natasha Atherton como la detective Misra, una de las detectives que investigan la muerte de Ronny.

## Episodios
Los diez episodios de 25 a 28 minutos aproximadamente fueron lanzados el 14 de febrero de 2020 por la BBC, y están disponibles en Netflix desde el 31 de julio de 2020.
| Número | Título en español | Título original en inglés | Director     | Guionista             |
| ------ | ----------------- | ------------------------- | ------------ | --------------------- |
| 1      |                   | "Get Through It"          | Sarah Walker | Holly Phillips        |
| 2      |                   | "Get In Deep"             | Sarah Walker | Holly Phillips        |
| 3      |                   | "Get It Together"         | Max Myers    | Sameeta Steward       |
| 4      |                   | "Get Over It"             | Max Myers    | Kate O'Connell-Lauder |
| 5      |                   | "Get What You Want"       | Max Myers    | Dan Berlinka          |
| 6      |                   | "Get A Clue"              | Andrew Gunn  | Sameeta Steward       |
| 7      |                   | "Get Out of Hand"         | Andrew Gunn  | Dan Berlinka          |
| 8      |                   | "Get Through It"          | Andrew Gunn  | Sameeta Steward       |
| 9      |                   | "Get It Out"              | Andrew Gunn  | Holly Phillips        |
| 10     |                   | "Get Justice"             | Andrew Gunn  | Holly Phillips        |

## Recepción
En las dos primeras semanas de exhibición en la plataforma de la BBC iPlayer alcanzó 1 millón de visualizaciones.